# Elena Mukhina
Pour les articles homonymes, voir Moukhina.
Elena Mukhina (en russe : Елена Вячеславовна Мухина, Elena Viatcheslavovna Moukhina) est une gymnaste artistique internationale soviétique née le 1er juin 1960 à Moscou et morte le 22 décembre 2006 à Moscou.

## Biographie
Elena perd ses parents alors qu'elle a 5 ans et est élevée par sa grand-mère Anna-Ivanovna. Intéressée par la gymnastique et le patinage artistique, elle rencontre Antonina Pavlovna Olezhko, entraîneur au CSKA Moscou en visite dans son école et rejoint le club. Gymnaste d'abord relativement anonyme, elle rencontre en 1975 l'entraîneur Mikhaïl Klimenko qui jusque-là n'avait entraîné que des hommes, et devient sous sa houlette l'une des gymnastes les plus spectaculaires de son époque. En 1976, elle remporte le titre de championne junior d'Union soviétique, mais elle échoue à se qualifier pour les Jeux olympiques de Montréal qui se déroulent la même année. 
À la fin des années 1970, elle est un membre clé de l'équipe soviétique de gymnastique, ayant gagné la couronne du concours général des Championnats du monde de gymnastique artistique 1978.
Peu après, début 1979, Elena se casse une jambe lors d'une compétition. Avec les Jeux olympiques en ligne de mire, l'entraîneur d'Elena veut qu'elle revienne au gymnase : il donne l'ordre de retirer le plâtre prématurément. N'ayant pas bénéficié du temps nécessaire pour guérir, la jambe de Mukhina est visiblement tordue. On l'opère, mais son entraîneur lui ordonne de reprendre l'entraînement trop tôt, encore une fois. Affaiblie par ce traitement, Mukhina ne parvient pas à maîtriser un certain élément, le salto Thomas. C'est lors d'un stage d'entraînement à Minsk en vue de la préparation aux Jeux Olympiques de 1980 que Mukhina chute en tentant cette figure et se brise la nuque, restant paralysée à partir du cou. Pour une raison inconnue, Elena n'est opérée que le lendemain, et les médecins déclareront qu'un temps précieux avait ainsi été perdu. 
Après l'accident, très peu de nouvelles sur le sort d'Elena filtrent de l'Union soviétique. Des entraîneurs du monde entier se demandent comment la blessure a pu arriver. La plupart des gens pensent qu'elle s'est blessée au saut, mais la rumeur d'une blessure au sol fait surface.
Deux ans plus tard, le président du Comité international olympique (CIO), Juan Antonio Samaranch, donne à Elena la médaille d'argent de l'ordre olympique.
On sait peu de choses sur la vie d'Elena après cette récompense. Plusieurs années après, elle accorde un entretien exclusif au magazine russe Ogoniok. Des vues de cet entretien sont utilisées dans le documentaire de 1991 Plus qu'un jeu. Dans ce documentaire, Elena fait un triste et douloureux portrait de sa vie de gymnaste : « En dehors de la gym et du gymnase, rien n'existait. Je n'avais pas le droit d'être malade. Les problèmes extérieurs au sport n'existaient tout simplement pas », explique-t-elle. 
De façon plus effrayante, elle révèle : « Mes blessures étaient prévisibles. C'était un accident qui aurait pu être anticipé. Il était inévitable. J'avais dit plus d'une fois que je me briserais le cou en faisant cet élément. Je m'étais fait mal sérieusement plusieurs fois, mais il [l'entraîneur Mikhaïl Klimenko] m'avait répondu que les gens comme moi ne se brisent pas le cou. »
Elle vivait dans un appartement avec sa grand-mère à Moscou et avait récupéré une certaine mobilité de ses mains, bien que limitée. Après la mort de sa grand-mère à 92 ans, elle est prise en charge par son ancienne équipière Elena Gurina. 
Elle meurt le 22 décembre 2006, à l'âge de 46 ans. Elle est enterrée au cimetière Troïekourovskoïe de Moscou.